# Турецька війна за незалежність

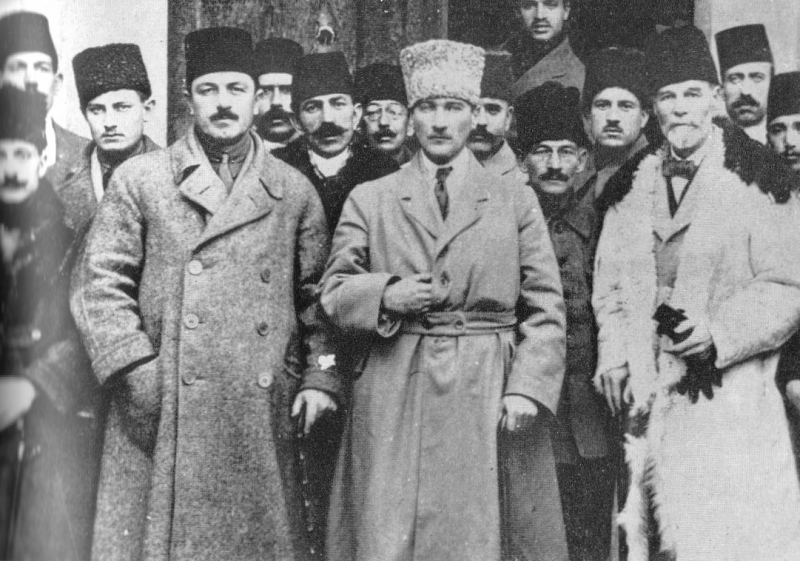
Члени Турецького національного руху на Сиваському конгресі, вересень 1919 року

Туре́цька війна́ за незале́жність (тур. İstiklâl Harbi, дос. «Війна за незалежність», або турецька Kurtuluş Savaşı, дос. «визвольна війна»; 19 травня 1919 — 24 липня 1923) — війна яка велася турецькими націоналістами проти Антанти, після поділу країни внаслідок поразки Османської імперії в Першій світовій війні.
Турецький національний рух (Кува-ї Міллійє) в Анатолії призвів до формування нового Великого національного зібрання (ВНЗ) на чолі з Мустафою Кемалем Ататюрком і його соратниками. Після закінчення турецько-вірменської, франко-турецької, греко-турецької війн, Севрський договір було анульовано і підписано Лозаннський мирний договір в липні 1923 року. Союзники залишили Анатолію та Східну Фракію, Турецька Республіка була проголошена у жовтні 1923 року.
Створення турецького національного руху призвело до скасування Османської системи міллетів, а реформи Ататюрка створили сучасну світську державу.

## 30 жовтня 1918— травень 1919
30 жовтня 1918, було підписано Мудросське перемир'я між Османською імперією і Антантою, в результаті чого бойові дії на Близькосхідному театрі воєнних дій Першої світової війни були припинені. Договір надав союзникам права окупувати форти, контролюючи протоки Дарданелли і Босфор, і право окуповувати «у разі заворушень» будь-яку територію в разі загрози безпеці Сомерсет Артур Галтхорпп — підписант Мудросського перемир'я з боку Британії заявив: «Антанта не мала наміру демонтувати уряд Османської імперії або окуповувати Константинополь». Тим не менш, демонтаж Османського уряду і розкраювання Османської імперії Антанта розглядала з початку війни.
13 листопада 1918, французькі війська висадилися у Константинополі, з цього дня розпочалась окупація Константинополя, наступного дня висадилися вояки Великої Британії, Італії і Греції. 14 листопада, об'єднані франко-грецькі війська зайняли місто Узункепрю в Східній Фракії, а також залізницю до залізничної станції Хадімкей поруч з Чаталджа на околиці Константинополя. 1 грудня, британські війська, дислоковані в Сирії окуповали Кіліс. Починаючи з грудня, французькі війська почали послідовно захоплювати османські міста Антак'я, Мерсін, Тарсус, Джейхан, Адана, Османіє й Іслахіє.
19 січня 1919, відкрилась Паризька мирна конференція, зустріч країн союзників, які встановлювали мирні умови для переможених Центральних держав, у тому числі для Османської імперії Як спеціальний орган Паризької конференції, було створено «Міжсоюзницьку Комісію по мандатам в Туреччині» яка намагалась втілити в життя таємні договори підписані у 1915-17. Серед цілей було створення нової Грецької імперії заснованої на Великій ідеї. Це було обіцяно прем'єр-міністром Великої Британії Девід Ллойд-Джордж Греції. Італія прагнула отримати контроль над південною частиною Анатолії відповідно до Угод Санкт-Жан-де-Мор'єн . Франція зажадала, здійснювати контроль над Хатай, Лівані та Сирії, а також над частиною південно-східної Анатолії згідно з угодою Сайкса-Піко. Франція підписала вірмено-французьку угоду і обіцяла сприяти створенню Вірменської держави в Середземноморському регіоні в обмін на створення Французького Вірменського легіону
Між тим, союзні країни продовжували захоплювати терени Османської імперії. Британські сили, розташовані в Сирії окупували Мараш, Урфа і Биреджик, в той час як французькі канонерські човни висадили десант у чорноморських портах Зонгулдак і Караденіз Ереглі провідних центрах видобутку вугілля. На Паризькій мирній конференції, конкурували територіальні претензії на Західну Анатолію грецької та італійської делегації. У відповідь на підняття грецького військово-морського прапора у Смірні, італійська делегація залишила конференцію. 30 квітня, Італія відреагувала на можливість грецької окупації Західної Анатолії, відрядженням військового флоту до Смірни як демонстрацією сили проти грецьких зазіхань. Велика кількість італійських військ висадилися в Анталії. За відсутності італійської делегації на переговорах в Паризькій конференції, Великій Британії вдалося схилити Францію і США на користь претензій Греції і в кінцевому рахунку конференція уповноважила висадку грецьких військ на території Анатолії.
Грецька кампанія у Західній Анатолії почалася 15 травня 1919 року висадкою грецьких військ у Смірні. Грецькі війська також окупували передмістя Смірни, на півдні на 100 км до міста Сьоке на Карабурунському півострові розташованому в ключовому місці, домінуючому над родючою долиною річки Мендерес долині і до Менемен і Торбалі, на північ і північний схід від Смірни.

## Події
Центром революції була Анатолія. Тут наприкінці 1918 — початку 1919 рр. виник стихійний народний рух проти окупації ряду районів країни державами Антанти (Великою Британією, Францією, Італією), який переріс після окупації Грецією Ізміра 15 травня 1919 р. у визвольну війну.
Керівним класом революції була анатолійська буржуазія (переважно торгова), зацікавлена у збереженні територіальної цілісності країни і створенні незалежної турецької національної держави. Значну роль зіграли патріотичні кола дрібної буржуазії, інтелігенції, в особливості офіцерство, з-посеред якого висунувся лідер революції Мустафа Кемаль Ататюрк.
У вересні 1919 р. Сивасський конгрес патріотичних організацій (так званих, Товариств захисту прав) обрав керівний центр революції — Представницький комітет на чолі з Кемалем. Зробивши в кінці 1919 р. своєю резиденцією Анкару, цей комітет став фактично виконувати функції тимчасового уряду Туреччини. Після розгону у березні 1920 р. окупантами парламенту в Стамбулі, скликаного в січні 1920 р. на вимогу кемалістів, прийняв 28 січня декларацію незалежності «Національну обітницю».
Представницький комітет скликав 23 квітня 1920 р. в Анкарі Великі національні збори Туреччини (ВНЗТ), проголосив себе єдиною законною владою в країні. Султанський уряд у Стамбулі до того часу значною мірою втратив свій вплив. Його спроби придушити національно-визвольний рух своїми силами зазнали невдачі. З середини 1920 р. великі держави розгорнули за допомогою грецької армії відкриту збройну інтервенцію проти уряду в Анкарі. Разом з тим вони почали чинити тиск на султанський уряд, домігшись від нього підписання кабального Севрського мирного договору 1920.
Створена замість ліквідованих партизанських загонів регулярна армія ВНЗТ на початку 1921 р. затримала просування іноземних військ, а потім завдала їм ряд поразок і до осені 1922 р. повністю звільнила територію Туреччини від іноземних окупантів.

## Підсумки
На Лозаннській конференції 1922—1923 великі держави змушені були остаточно відмовитися від Севрського договору і визнати незалежність Туреччини. У ході революції і подальших перетворень (ліквідація султанату — у 1922 р., проголошення республіки — у 1923, ліквідація Халіфату — у 1924 та ін.) Туреччина перетворилася на світську республіку.